# Leah Smith
Leah Smith (Pittsburgh, 19 de abril de 1995) é uma nadadora estadunidense, campeã olímpica.

## Carreira

### Rio 2016
Smith competiu nos Jogos Olímpicos de 2016, conquistando a medalha de bronze nos 400 metros livre e o ouro no revezamento 4x200 m livre.